# لورينزو دو تومسون
لورينزو دو تومسون هو سياسي أمريكي، ولد في 22 نوفمبر 1873، وتوفي في 1 أكتوبر 1951. نشط حزبياً في الحزب الجمهوري.